# Armada bizantina
La Armada bizantina fue la fuerza naval del Imperio romano de oriente. Así como el imperio mismo, tiene su origen en la Armada romana, pero en comparación con su predecesora tuvo un papel más importante en la defensa del imperio. La Armada romana operaba como policía marítima para desactivar amenazas, pero la marina de Constantinopla era vital para la existencia del Imperio, al que muchos historiadores han calificado de "imperio marítimo".
La Armada bizantina tuvo un papel preponderante en la hegemonía del imperio gracias a sus ágiles embarcaciones, llamadas dromones, y al uso de armas innovadoras como el fuego griego. La superioridad naval de Bizancio le proporcionó el dominio del Mediterráneo oriental hasta el siglo XI, cuando comenzó a ser sustituida por el incipiente poder de algunas ciudades-estado italianas, especialmente la República de Venecia.
La primera amenaza a la hegemonía de la Armada romana vino de los vándalos en el siglo V, pero fue liquidada por las guerras de Justiniano del siglo siguiente. El restablecimiento de una armada permanente y la introducción de las galeras en el mismo periodo marcó la independencia y el desarrollo de las características primarias de la Armada bizantina. Este proceso se acrecentó durante el advenimiento del islam. Tras las pérdidas de Levante y África, el Mediterráneo se convirtió en un campo de batalla entre Bizancio y el Imperio árabe. En este aspecto tuvo una importancia decisiva la Armada bizantina, no solo en la defensa de las posesiones imperiales en el mar, sino para repeler los ataques contra Constantinopla. El uso del fuego griego, el arma secreta bizantina más letal, mantuvo Constantinopla a salvo de varios sitios y permitió la victoria de las tropas de Bizancio en muchos encuentros.
En principio, la defensa de las costas de Bizancio y de las zonas cercanas a Constantinopla estaba a cargo de la armada de los Karabisianoi. Poco a poco se fue dividiendo en armadas locales, pero la Armada imperial tenía su sede en Constantinopla y se encargaba de impedir los ataques sobre la ciudad. En las postrimerías del siglo VIII, la Armada bizantina tenía nuevamente el poder en el Mediterráneo, y aún mantenía cierto éxito en su rivalidad con las flotas musulmanas.
Durante el siglo XI, tanto el Imperio bizantino como su Armada comenzaron a declinar. Enfrentada a nuevos retos en el Occidente, la soberanía de Bizancio cedió ante las incipientes flotas de Venecia y Génova, con desastrosos efectos en la economía y la política bizantinas. Un período de recuperación bajo los Comneno fue sucedido por un tiempo oscuro y de declive, que llegó a su punto álgido con la desastrosa disolución del imperio por la Cuarta Cruzada en 1204. Después de la restauración imperial de 1261, la dinastía de los Paleólogo intentó rehabilitar la marina de Bizancio, pero sus esfuerzos solo tuvieron un efecto temporal. A mediados del siglo XIV, la otrora poderosa Armada bizantina apenas llegaba a una docena de barcos y el control del mar Egeo pasó de los bizantinos a manos de Italia y el Imperio otomano. La débil flota de Bizancio, sin embargo, continuó sus actividades hasta la caída definitiva del imperio en mayo de 1453.

## Historia operacional

### Primeros años

#### Guerras civiles e invasiones bárbaras:sigloIVyV
La armada bizantina, como el mismo Imperio Romano de Oriente o el Imperio Bizantino, fueron la continuación del Imperio romano y sus instituciones. Tras la batalla de Accio el 31 a. C., y debido a la ausencia de cualquier tratado externo en el Mediterráneo, la armada romana realizó gran cantidad de funciones de vigilancia y escolta. Masivas batallas navales, como las ocurridas durante las Guerras Púnicas, ya no se produjeron, y la flota romana se compuso entonces de buques relativamente pequeños, que se adaptaron mejor a sus nuevas tareas. Alrededor del siglo IV, las flotas permanentes de los romanos habían disminuido, de modo que cuando las flotas de los emperadores rivales Constantino el Grande y Licinio se enfrentaron en 324, se encontraban compuestos en gran medida de los buques de nueva construcción o confiscados de las ciudades portuarias del Mediterráneo oriental. Sin embargo, las guerras civiles de los siglo IV y V, impulsaron una reactivación de la actividad naval, con flotas que se emplearon principalmente para el transporte de los ejércitos. Gran parte de las fuerzas navales siguieron siendo empleadas en el Mediterráneo occidental durante el primer cuarto del siglo V, especialmente en el Norte de África, pero el dominio de Roma en el Mediterráneo fue impugnado cuando África fue invadido por los vándalos en un periodo de quince años.
El nuevo Reino Vándalico de Cartago, bajo el poderoso rey Genserico, inmediatamente lanzó ataques contra las costas de Italia y Grecia, incluso saqueó y pilló Roma en 455. Los ataques vándalos continuaron sin cesar las siguientes dos décadas, pese a los repetidos intentos romanos para derrotarlos. El Imperio Occidental se encontraba impotente, su marina de guerra se redujo a casi nada, pero los emperadores de oriente podrían recurrir a los recursos y conocimientos navales del Mediterráneo oriental. Sin embargo, la primera expedición oriental en 448, no fue más allá de Sicilia, y en 460, los vándalos destruyeron una flota de la armada occidental en Cartagena, España. Finalmente, en 486, una gran expedición del oriente fue hecha bajo Basilisco, supuestamente ennumeraron 1113 barcos y 100.000 hombres, pero falló estrepitosamente. Cerca de 600 barcos se perdieron debido a los incendios de los brulotes, y el costo financiero de 130.000 kilos de oro y 700 libras de plata pusieron cerca de la bancarrota al imperio. Esto obligó a los romanos a llegar a un acuerdo con Genserico y firmar un tratado de paz. Sin embargo, tras la muerte de Genserico en 477, la amenaza de los vándalos retrocedió.

#### SigloVI— Justiniano restaura el control sobre el Mediterráneo
El siglo VI marcó el renacimiento del poderío naval romano. En 508, el antagonismo por el reino ostrogodo de Teodorico el Grande se encendió, el emperador Anastasio I (491–518) informó que envió una flota de 100 buques de guerra para atacar las costas de Italia. En 513, el general Vitaliano se rebeló contra el emperador Anastasio I. Los rebeldes reunieron una flota de 200 buques de guerra que, a pesar de algunos éxitos iniciales, fueron destruidos por el almirante Marino, que empleó una sustancia incendiaria (posiblemente una forma temprana del "fuego griego") para derrotarlos.
En 533, tomando ventaja de la ausencia de la flota vandálica, envió para suprimir una rebelión en Cerdeña, un ejército de 15.000 soldados bajo Belisario que fueron transportados a África por una flota de invasión de 92 dromon y 500 transportes, comenzando la Guerra Vándala, la primera de las guerras de reconquista del emperador Justiniano I (527–565). Estas fueron en gran medida las operaciones anfibias, hechas posible por el control de las vías navegables del Mediterráneo, donde las flotas jugaron un papel importante en el acarreo de suministros y refuerzos a la gran dispersión de las fuerzas y guarniciones expedicionarias bizantinas. Este hecho no pasó desapercibido por los enemigos de los bizantinos. Ya en el 520, Teodorico planeó construir una flota masiva dirigida contra los bizantinos y los vándalos, pero su muerte en 526 limitó en gran medida que estos planes se llevasen a cabo. En 535, la Guerra Gótica comenzó con un doble ataque bizantino, con una flota, de nuevo, acarreando al ejército de Belisario hacia Sicilia y luego a Italia, y otro ejército invadiendo Dalmacia. El control bizantino del mar fue de gran importancia estratégica, permitiendo a los navíos más pequeños de la armada bizantina ocupar exitosamente la península en 540.
Sin embargo, en 541, el nuevo rey ostrogodo, Totila, creó una flota de 400 buques de guerra que impidieron navegar las aguas de Italia al Imperio. Dos flotas bizantinas fueron destruidas cerca de Nápoles en 542, y en 546, Belisario personalmente comandó 200 buques contra las flotas góticas que bloqueaban las entradas del Tíber, en un esfuerzo fallido por liberar Roma. En 550, Totila invadió Sicilia, y el próximo año, su flota de 300 buques capturados en Cerdeña y Córcega, atacaron Corfú y la costa de Epiro. Sin embargo, una derrota en la batalla naval de Sena Gallica marcó el inicio del final del ascenso imperial. Con la conquista final de Italia y el sur de España bajo Justiniano, el Mediterráneo volvió a ser un "lago romano".
A pesar de la consiguiente pérdida de gran parte de Italia a los lombardos, los bizantinos mantuvieron el control de los mares—ya que raras veces los lombardos se aventuraban al mar—por lo que así pudieron mantener varias franjas costeras del territorio italiano por siglos. La única gran acción naval de los próximos 80 años ocurrió durante el Sitio de Constantinopla por el Imperio Sasánida, los Ávaros y eslavos en 626. Durante este sitio, la flota de los eslavos de monoxyla fue interceptada y destruida por la flota bizantina, negando el paso del ejército persa en el estrecho del Bósforo y, finalmente, forzando a los ávaros a retirarse.

### Lucha contra los árabes

#### La emergencia de la amenaza naval árabe

Principales enfrentamientos navales entre el Imperio y el Califato entre los siglos VII y XI.

Durante el 640, la conquista musulmana de Siria y Egipto creó una nueva amenaza para el imperio Bizantino. No sólo provocó que los árabes conquistaran significativas áreas productoras de ingresos y reclutamiento, sino que, tras la utilidad de una marina fuerte demostrado en el corto periodo de reconquista de Alejandría en 644, optaron por la creación propia de una marina de guerra. En este esfuerzo la nueva élite musulmana, proveniente de la parte norte en el interior de la península arábiga, basaron sus recursos y mano de obra de la conquista de Levante (sobre todo los coptos de Egipto), que hasta hace unos pocos años habían proporcionado barcos y tripulaciones a los bizantinos. Hay, sin embargo, evidencia de que en las nuevas bases navales en Palestina también se emplearon carpinteros provenientes de Persia e Irak. La falta tanto de fuentes como de ilustraciones anteriores al siglo XIV impide el conocimiento con detalle de los primeros barcos de guerra musulmanes, aunque se suele creer que para su creación se basaron en la existente tradición marítima mediterránea. Teniendo en cuenta la amplia nomenclatura náutica que compartían, y la interacción secular entre las dos culturas, puesto que los barcos bizantinos y árabes compartían múltiples similitudes. Estas similitudes también se extendieron en cuanto a las tácticas y la organización de la flota en general, de hecho las traducciones de manuales militares bizantinos estaban a cargo de los propios almirantes árabes.
Después de haber conquistado Chipre en 649 y atacado Rodas, Creta y Sicilia, la joven armada árabe infligió una derrota decisiva a los Bizantinos, comandados personalmente por el emperador Constante II durante la batalla del Fénix. Esta catastrófica derrota la abrió las puertas del Mediterráneo a los árabes y marcó el inicio de una serie de conflictos navales por el control de las rutas marítimas, que se prolongó durante varios siglos. A partir del reinado de Muawiya I (661-680), los musulmanes intensificaron el número de redadas, al mismo tiempo que preparaban el gran asalto a Constantinopla. Durante el largo y primer cerco árabe a aquella ciudad, la armada bizantina se reveló como fundamental para la supervivencia del Imperio: las armadas árabes fueron derrotadas a través del uso de la recientemente desarrollada arma secreta bizantina, el «fuego griego». Los bizantinos consiguieron detener el avance musulmán en Asia menor y en el mar Egeo, llevando a que se desarrollase una tregua de treinta años.
En la década del 680, Justiniano II (r. 685–695 y 705–711) tuvo una atención creciente en las necesidades de la armada, reforzándola con el reclutamiento de más de 18 500 de Mardaitas de las costas meridionales del Imperio que desempeñaran las funciones de los marineros y remadores. A pesar de esto, la amenaza naval de los árabes se intensificó a medida que crecía su dominio en el norte de África durante las décadas del 680 y 690. La última fortaleza africana de Bizancio, Cartago, cayó en 698, a pesar de que una expedición naval bizantina había conseguido retomar brevemente la ciudad. El gobernador árabe Musa ibn Nusair fundó una nueva ciudad y una base naval en Túnez, donde fueron llevados mil operadores navales coptos para construir una nueva flota que desafiase el control bizantino del Mediterráneo Occidental. A partir del inicio del siglo VIII sucedieron redadas en contra de las posesiones bizantinas en el Mediterráneo Occidental, en especial en Sicilia. La nueva flota permitió también que los musulmanes completasen la conquista de Magreb, así como la exitosa invasión y conquista de la Hispania visigótica.